# Age of Empires III: The Asian Dynasties
 (janvier 2017).
Si vous disposez d'ouvrages ou d'articles de référence ou si vous connaissez des sites web de qualité traitant du thème abordé ici, merci de compléter l'article en donnant les références utiles à sa vérifiabilité et en les liant à la section « Notes et références ».
Age of Empires III: The Asian Dynasties est le second add-on du jeu Age of Empires III développé par Big Huge Games. Au-delà du nouveau monde, les joueurs peuvent désormais explorer le continent asiatique. Les trois nouvelles civilisations possèderont un total de 15 nouvelles merveilles, chacune apportant des améliorations et permettant de passer à l’âge supérieur. Le jeu contient également trois nouvelles campagnes divisées en cinq scénarios, chacune représentant une des nouvelles civilisations asiatiques. Ce nouvel add-on est sorti à l’automne 2007.

## Nouvelles civilisations

### LesChinois
- Les Chinois entraînent leurs troupes par armée, chacune comprenant différentes unités.
- Pour accueillir la population, les chinois construisent des villages, pouvant accueillir un nombre important de population et pouvant entraîner des chèvres.
- L’explorateur est un moine Shaolin pouvant entraîner des disciples. Les moines et les disciples bénéficient d'un système aléatoire de coup critique, et d'un système aléatoire de conversion des ennemis en disciple au lieu de les tuer.
- Utilisent des rizières pour produire de l'or ou de la nourriture.
- Possèdent des lance-flammes utiles contre l'infanterie, et des mortiers pouvant cibler les soldats.
- Bénéficient d'une limite de population de 220 au lieu de l'habituel 200.
- Dirigeant : Kangxi
- La campagne chinoise est une campagne imaginaire retraçant une exploration des Amériques par les Chinois. Le joueur y incarnera le capitaine Huang combattant les Aztèques. L’action se déroule vers 1421 et s'inspire de l'aventure américaine prêtée à l'amiral Zheng He par certains historiens.
- Merveilles[1]
  - Tour de porcelaine : permet de produire n’importe quelle ressource.
  - Pagode Blanche : augmente l’attaque et les points de vie des moines et des disciples.
  - Palais d'été : produit des armées.
  - Académie confucianiste : produit des corneilles.
  - Temple du Ciel : soigne toutes les unités.

### LesIndiens
- Ils possèdent des éléphants, des chameaux, des éléphants de siège ayant un effet particulièrement dévastateur sur les bâtiments ennemis.
- Les villageois coûtent du bois, et chaque chargement fournit un villageois gratuit supplémentaire, comme les Uhlans pour les Allemands.
- Les villageois ne peuvent récolter de viande sur les vaches, celles-ci sont donc utilisé avec un "champ sacré" pour générer de l'expérience.
- Dirigeant : Akbar le Grand

La campagne indienne retrace la révolte des Cipayes de 1857. Dans cette campagne, le joueur dirige le lieutenant Nanib Sahir, combattant pour la Compagnie anglaise des Indes orientales avant de se retourner contre son supérieur, le colonel Edwardson, et de prendre le parti de son pays en devenant le chef des rebelles.
- Merveilles[2]
  - Tour de la Victoire : augmente l’attaque et les points de vie temporairement, augmente la vitesse.
  - Fort rouge d'Âgrâ : Gros bâtiment défensif permettant de produire des unités militaires.
  - Charminar : produit des unités spéciales puissantes qui offre un bonus aux unités standards identiques proches.
  - Temple de Karni Mata : augmente les ressources collectées aux alentours.
  - Taj Mahal : Permet d’ordonner un cessez-le-feu empêchant tous les combats.

### LesJaponais
- Possèdent des yumis, des samouraïs et des hatamoto (un samouraï d'élite coûteux et également la meilleure unité de Ages of empire III[réf. nécessaire]), ainsi que le daimyo, un général à cheval qui boost les unités proches et peut recevoir des chargements.
- Possèdent des ninjas disponibles dans le monastère, unités intéressantes pour leurs capacités à se camoufler.
- Construisent des temples à la place des maisons, coûtant 125 unités de bois et produisant des ressources. Les temples attirent les animaux qui renforcent leur production. En contrepartie, il est impossible de tuer les animaux.
- La plupart des chargements de la métropole (Edo, ancien nom de Tōkyō) peuvent être envoyés deux fois (hormis les chargements d’améliorations économiques et militaires).
- Les Japonais ont deux cartes de Dojo à l’Âge III, comparable aux usines européennes de l’Âge IV (à la différence que les dojos produisent uniquement des unités militaires).
- Dirigeant : Tokugawa Ieyasu

La campagne Japonaise se déroule au début du XVIIe siècle, où le joueur peut incarner le général Sakuma Kichiro, combattant pour unifier le Japon sous la bannière de son maître Tokugawa Ieyasu. Cette campagne se joue au milieu du XVIe siècle.
- Merveilles [3]
  - Temple Toshogu : Augmente la productivité des temples japonais et produit comme un « gros » temple.
  - Grand Bouddha : Permet de temporairement voir la vision de l’ennemi (agit comme un espionnage temporaire).
  - Pavillon d’Or : Équivalent d’un arsenal avancé, vous permet d’augmenter la puissance de vos unités militaires.
  - Shogunat : Accélère la vitesse d'entrainement des troupes et permet d’entrainer un Shogun, un puissant général  qui peuvent recevoir des chargements de la métropole ou entraîner des unités.
  - Torii : Vous offre un pousse-pousse militaire ainsi que des samouraïs et augmente votre gain d’expérience.

Pour chacune des civilisations asiatiques, le joueur peut construire un consulat unique, qui permet de s’allier avec une nation européenne (Français, Anglais, Hollandais, Espagnols, Allemands, Portugais, Ottomans, Russes), chacune apportant des bonus en échange de quelques points d’export, une ressource générée automatiquement par chacun des villageois.  La liste des bâtiments constructibles par les villageois a subi un remaniement. Le saloon, bâtiment permettant de recruter des mercenaires introduit dans Age of Empires III: The WarChiefs, est ici remplacé par un monastère. De même la ferme et la plantation sont tous deux remplacés par la rizière, permettant au joueur de collecter à l'infini or ou nourriture. L'avant-poste et la fonderie d'artillerie sont quant à eux remplacé par le château qui combine les deux fonctions. L'église et l'arsenal ont été supprimés (il reste possible de les obtenir via le consulat) ainsi que le capitole.

## Accueil
| Age of Empires III: The Asian Dynasties |      |        |
| Média                                   | Pays | Notes  |
| Eurogamer                               | US   | 7/10   |
| Gamekult                                | FR   | 7/10   |
| GameSpot                                | US   | 75 %   |
| IGN                                     | US   | 80 %   |
| Jeuxvideo.com                           | FR   | 14/20  |
| Joystick                                | FR   | 7/10   |
| Compilations de notes                   |      |        |
| Metacritic                              | US   | 81 %   |
| GameRankings                            | US   | 78,9 % |